# Arrondissement di Altkirch
L'arrondissement di Altkirch è una suddivisione amministrativa francese, situata nel dipartimento dell'Alto Reno, nella regione del Grand Est.

## Composizione
L'arrondissement di Altkirch raggruppa 111 comuni in 4 cantoni:
- cantone di Altkirch
- cantone di Dannemarie
- cantone di Ferrette
- cantone di Hirsingue.